# Куриленко, Александр Аксентьевич
Александр Аксентьевич Куриленко (18.08.1915, Киевская область — 29.10.1986) — командир пулеметного расчета пулеметной роты 764-го стрелкового полка старший сержант — на момент представления к награждению орденом Славы 1-й степени.

## Биография
Родился 18 августа 1915 года в селе Мазепинцы, Великополовецкого района Киевской области. Украинец. Окончил 4 класса. Работал в колхозе.
В Красной Армии с 1937 года. Участник боев у озере Хасан в 1938 году и советско-финляндской войны 1939—1940 годов. На фронте в Великую Отечественную войну с июня 1941 года. В составе 795-го стрелкового полка участвовал в боях на подступах к Киеву. Попал в плен. Через несколько месяцев бежал из лагеря, но фронт был уже далеко.
В действующую армию вернулся только в 1943 году. Был зачислен пулеметчиком в пулеметную роту 764-го стрелкового полка 232-й стрелковой дивизии. В первом же бою под Уманью, отражая контратаку уничтожил две огневые точки и более 10 противников, за что был награждён медалью «За отвагу».
16-17 апреля 1944 года отражая контратаки противника в районе населенного пункта Боанень второй номер станкового пулемета красноармеец Куриленко уничтожил более 10 вражеских солдат, чем способствовал успешному отражению атак стрелковыми подразделениями.
Приказом от 19 мая 1944 года красноармеец Куриленко Александр Аксентьевич награждён орденом Славы 3-й степени.
18 мая 1944 года командир отделения стрелковой роты того же полка младший сержант Куриленко с отделением, действуя в поиске в районе того же населенного пункта Боанень, бесшумно выдвинулся к боевому охранению противника, уничтожил патруль и захватил 2 пулемета, 1 ротный миномет, 4 коробки с пулемет, лентами и доставил в батальон.
Приказом от 16 июня 1944 года младший сержант Куриленко Александр Аксентьевич награждён орденом Славы 2-й степени.
23 августа 1944 года командир пулеметного расчета старший сержант Куриленко при штурме укрепленного района западнее населенного пункта Содомень из пулемета уничтожил до 20 вражеских солдат. 25-26 августа в бою за город Пятра-Нямц точным огнём подавил 2 пулеметные точки противника и обеспечил стрелковым подразделениям продвижение вперед. Был представлен к награждению орденом Славы 1-й степени.
В одном из следующих боев в Карпатах гранатами ликвидировал две пулеметный точки но и сам был тяжело ранен. После госпиталя был направлен в 81-й отдельный саперный штурмовой батальон. В боях на Одерском плацдарме, при штурме Берлина получил ещё два ранения, но оставался в строю.
Указом Президиума Верховного Совета СССР от 24 марта 1945 года за образцовое выполнение заданий командования в боях с немецко-вражескими захватчиками старший сержант Куриленко Александр Аксентьевич награждён орденом Славы 1-й степени. Стал полным кавалером ордена Славы.
В 1945 году старшина Куриленко был демобилизован. Вернулся на родину, работал в колхозе. Член КПСС с 1953 года. Жил в селе Дрозды Белоцерковского района Киевской области. Скончался 29 октября 1986 года.
Награждён орденами Отечественной войны 1-й степени, Славы 3-х степеней, медалями.